# Koreanische Schule Bochum
Die Koreanische Schule Bochum (koreanisch 보훔한글학교) ist eine im Jahr 1976 gegründete Sprachschule für Koreanisch im Stadtgebiet von Bochum. Träger der Schule ist heute der im Jahr 2014 gegründete Verein Koreanische Schule Bochum e. V.

## Lage
Die Unterrichtsräume in der Königsallee 40 werden durch die Evangelische Kirchengemeinde Wiemelhausen zur Verfügung gestellt.

## Geschichte
Die Schule wurde im November 1976 von einer kleinen Gruppe koreanischer Studenten der Ruhr-Universität Bochum und einer koreanischen Krankenschwester aus Bochum als Elterninitiative gegründet und nutzten zunächst private Räume für den Koreanisch-Unterricht von rund 20 Kindern, aufgeteilt in zwei Gruppen. Doch als Vorläufer der Schule kann die auch in Bochum gegründete Sonntagsschule der koreanischen Kirchengemeinde angesehen werden, wie sie ähnlich in vielen koreanischen Gemeinden jener Tage gebildet wurden. Ein Jahr nach Gründung der Schule gründete die Gruppe am 4. November 1977 den Verein der Koreanischen Kinderschule Bochum, der am 19. Oktober 1978 vom damaligen Polizeipräsidenten von Bochum als eingetragener Verein anerkannt wurde und über einige Jahrzehnte der Träger der Schule mit wechselnden Schulstandorten sein sollte. Im Dezember 2015 beschlossen die Mitglieder und Eltern des Vereins, den Verein nicht mehr weiter zu führen und die Schule ohne Verwaltungsaufwand weiter zu betreiben, wodurch der ehemalige Verein in den folgenden Jahren in Vergessenheit geriet. Nachdem die südkoreanische Regierung, die über die Overseas Koreans Foundation koreanische Schulen im Ausland finanziell und mit Bildungsmaterial unterstützt, ihre Förderungsbestimmungen geändert hatte, sahen sich die Eltern der Schule im Jahr 2013 damit konfrontiert, der Schule wieder eine offizielle Trägerschaft zu geben. Am 14. März 2014 wurde schließlich der Verein Koreanische Schule Bochum e. V. als neuer Träger der Schule gegründet und die Elterninitiative und deren Vermögen in den neuen Verein überführt. Die Eintragung ins Vereinsregister erfolgte am 1. Juli 2014 und im September 2015 die Anerkennung als gemeinnütziger Verein. Seitdem wurde die Schule weiterentwickelt, im Jahr 2014 erstmals eine Kleinkindergruppe eingerichtet und das Kursangebot für Erwachsene weiter ausgebaut.
Am 15. Dezember 2016 feierte die Schule auf ihrem jährlich stattfindenden Schulfest ihr 40-jähriges Jubiläum.

## Schulprofil
Neben dem Erlernen der koreanischen Schrift und Sprache vermittelt die Schule auch Kulturelles durch besondere Veranstaltungen, zum Beispiel zum Seollal-Fest (설날) oder zum Chuseok-Fest (추석) und hat einige Projekt-Tage in ihrem Programm. Die Schule betrieb Stand 2023 insgesamt zehn Klassen, die sich wie folgt gliederten:
- Kleinkindergruppe, Altersklasse von 2 bis 3 Jahren,
- Kinderklasse, Altersklasse von 4 bis 7 Jahren,
- Primarstufenklasse, Altersklasse von 8 bis 10 Jahren,
- Sekundarstufenkasse, Altersklasse von 11 bis 13 Jahren,
- Oberstufenklasse, Altersklasse von 14 bis 17 Jahren,
- Klasse für Erwachsene Anfänger I, ab 16 Jahren,
- Klasse für Erwachsene Anfänger II, ab 16 Jahren,
- Klasse für Erwachsene Mittelstufe III, ab 16 Jahren,
- Klasse für Erwachsene Mittelstufe IV, ab 16 Jahren,
- Klasse für Erwachsene Fortgeschrittene V, ab 16 Jahren.

Der Unterricht in den Erwachsenenklassen wird in Kursform abgehalten.
Des Weiteren verfügt die Koreanische Schule Bochum über eine Trommelgruppe, Pungmulban (풍물반) genannt, die auch schon Auftritte auf der Expo 2015 in Mailand (koreanischer Pavillon), auf dem 69th International Astronautical Congress (IAC) in Bremen und auf dem „MusiCircus“ der Oper Dortmund hatte.